# Spanje op het Eurovisiesongfestival 1982
Spanje nam deel aan het Eurovisiesongfestival 1982 in Harrogate (Verenigd Koninkrijk). Het was de 22ste deelname van het land aan het festival.

## Selectieprocedure
Net zoals de voorbije jaren koos de TVE ervoor om de kandidaat intern te selecteren.
Men koos voor de Spaanse zangeres Lucia met het lied El.

## In Harrogate
In Harrogate moest Spanje optreden als 12de, net na België en voor Denemarken. Op het einde van de puntentelling hadden ze 52 punten verzameld, goed voor een 10de plaats.
Nederland had geen punten over voor Spanje, België daarentegen vier.

### Gekregen punten

#### Finale
| 12 punten | 10 punten | 8 punten           | 7 punten                  | 6 punten                  |
| --------- | --------- | ------------------ | ------------------------- | ------------------------- |
|           | - Cyprus  | - Israël - Turkije | - Duitsland - Zwitserland | - Finland                 |
| 5 punten  | 4 punten  | 3 punten           | 2 punten                  | 1 punt                    |
|           | - België  |                    |                           | - Joegoslavië - Luxemburg |

### Punten gegeven door Spanje

#### Finale
Punten gegeven in de finale:
| 12 punten | Duitsland           |
| 10 punten | België              |
| 8 punten  | Oostenrijk          |
| 7 punten  | Cyprus              |
| 6 punten  | Israël              |
| 5 punten  | Luxemburg           |
| 4 punten  | Zweden              |
| 3 punten  | Ierland             |
| 2 punten  | Noorwegen           |
| 1 punt    | Verenigd Koninkrijk |

1961 · 1962 · 1963 · 1964 · 1965 · 1966 · 1967 · 1968 · 1969 · 1970 · 1971 · 1972 · 1973 · 1974 · 1975 · 1976 · 1977 · 1978 · 1979 · 1980 · 1981 · 1982 · 1983 · 1984 · 1985 · 1986 · 1987 · 1988 · 1989 · 1990 · 1991 · 1992 · 1993 · 1994 · 1995 · 1996 · 1997 · 1998 · 1999 · 2000 · 2001 · 2002 · 2003 · 2004 · 2005 · 2006 · 2007 · 2008 · 2009 · 2010 · 2011 · 2012 · 2013 · 2014 · 2015 · 2016 · 2017 · 2018 · 2019 · 2020 · 2021 · 2022 · 2023 · 2024 · 2025